# Bisdom Magangué
Het bisdom Magangué (Latijn: Dioecesis Maganguensis) is een rooms-katholiek bisdom met als zetel Magangué, in Colombia. Het bisdom is suffragaan aan het aartsbisdom Cartagena. 

## Geschiedenis
Het bisdom werd opgericht op 25 april 1969, uit delen van het aartsbisdom Cartagena. 

## Parochies
Het bisdom had in 2021 een oppervlakte van 20.165 km2 en telde 917.160 inwoners waarvan 80,8% rooms-katholiek was.

## Bisschoppen
- Eloy Tato Losada (25 april 1969 - 31 mei 1994)
- Armando Larios Jiménez (31 mei 1994 - 8 maart 2001)
- Jorge Leonardo Gómez Serna (3 november 2001 - 30 juli 2012)
- Ariel Lascarro Tapia (21 november 2014 - heden)

## Galerij van afbeeldingen

Wapen van het bisdom Magangué

Cartagena (aartsbisdom) · Magangué · Montelíbano · Montería · Sincelejo